# Universidade Técnica de Delft
A Universidade Técnica de Delft (em neerlandês Technische Universiteit Delft) é um centro de ensino superior dos Países Baixos.
Foi fundada a 8 de janeiro de 1842 em Delft com o nome de "Academia Real", tendo depois mudado a designação para "Escola Técnica Superior" (Technische Hogeschool) e finalmente, em 1986, para universidade. Formou a maior parte dos profissionais empenhados na realização do "Plano Delta".
Conta actualmente com faculdades de arquitectura, engenharia civil e geologia (transportes, urbanismo, construcão, geotecnologia, gestão da água, engenharia hidráulica e marítima), electrónica, matemáticas, informática, desenho industrial, 3mE (mecânica, técnica naval e ciência de materiais), aeronáutica e indústria aeroespacial, física aplicada e técnica, direcção e gestão.
A maior parte está situada a sudeste no município, onde se forma um campus, vizinho de empresas de investigação e laboratórios.